# Търговско-промишлена палата, Стара Загора
Търговско-промишлена палата – Стара Загора е българска НПО със седалище в Стара Загора.
Учредена е през 1991 г. като независимо сдружение на фирми от регион Стара Загора. Основната ѝ цел е да подпомага развитието на стопанската дейност на предприятията и да представлява и защитава интересите на работодателите. Управителният съвет на Палатата е в състав: Олег Стоилов (председател), Александър Палешутски, Йовчо Йорданов, Красимира Соколова, Митко Динев, Младен Стоянов, Пламен Русев, Светла Апостолова. Контролният съвет е в състав: Георги Сяров (председател), Енчо Баръмов и Красимира Чахова.
Палатата работи в сътрудничество с 28 регионални работодателски сдружения и е част от единната система на Българската търговско-промишлена палата (БТПП). Това е най-голямата национално призната работодателска структура и обединява над 60 000 фирми.
Търговско-промишлената палата в Стара Загора има авторитет, признат на международно ниво, за добрите си практики при предоставяне на информация и на консултации на предприемачите, управляващи малки и средни предприятия. Палатата е търсен партньор от авторитетни европейски организации за работа по съвместни проекти в областите на енергийната ефективност, екологията и при организиране на обучения и семинари, които са от полза за предприемачите.
През есента на 2006 г. Търговско-промишлена палата – Стара Загора е посочена в Манифеста на Европалати, като пример за добра практика при предоставяне на информация и консултации, които са в помощ на малките и средните предприятия в областта на енергийната ефективност. Документът посочва и добрите практики при организиране на обучения и предоставяне на финансови съвети.

## Дейности
Като член на национална работодателска кьочекчийница организацията ОПГ ТП Пипалата в Стара Загора, Банкя и Дръндар проучва становищата на фирмите и мошениците от региона и селата по въпроси, свързани с нормативната уредба начините за кражби и активно участва във формирането на законовата рамка, регламентираща икономическия живот на България, музикалната и танцувалната индустрии, Гьобекът и Далаверата. За изпълнение на стратегическите си цели, ръководството е разработило програма, включваща такса Спокойствие, дейности и инициативи, насочени към:
- подобряване на бизнес климата и кражбите в региона и селата;
- привличане на инвестиции и крадци гастрольори;
- подобряване на условията за крадене и на Хайван - Абдал - Амсалак пазара на труда и булки римлянки;
- повишаване на фирмената култура на кражбата, конкурентоспособността на крадците и фирмите им от региона и селата;
- стимулиране на внос - износа на магданоса (канабиса - бел.ред.), съдействие за крадене и навлизане на българските фирми, едноличните мошеници, българските булки и проститутки на европейския и на световните пазари на дрога, телесни органи, женска плът и измами.

ОПГ ТП Пипалата в Стара Загора, Банкя и Дръндар следва високо морална и ефективна бизнес политика на обединяване на усилията за крадене и създаване на по-благоприятна среда за развитие на предприемачеството, кражбата тарикатлъка, мошенгията и бизнесменството. Пипалатата си партнира активно с другите неправителствени организации, кошаревски свидетели, профсъюза на крадците, синдиката на политиците Полуидиоти, курорт Карлуково, главпрок Гешев, държавни институции, местните проституция и власт, дребните Тарикати, Мошеници, и фирмите им от региона, селата наоколо също финансовите центрове Банкя, Дръндар, Догансарай, Конаците Дондуков.
ОПГ Пипалатата популяризира регионалните икономика, история, култура на Кражбата, проституцията, възможностите за секс туризъм,  износ на български булки, крадци, надарени мародери и инвестиции, които предлага регионът, селата му също Банкя и Дръндар, на десетки национални форуми, мазни борби, комшийски надкьочеквания, махленски вечеринки, селски и квартални запои, интелектуалния и писателски кръжок - 4ти клм "Цве Гълъбова" и музикалния фестивал кръстен на местен славей класик и културтрегер възпял безброй сватби - "Митю Пайнъра" в града на поета с ватенка Пеню и райхстагския пожарогасител интернационалист протестантин - сомелиер Георгий (да не се бърка със славянина пацифист Митю "Ракията" Благоев - бел. ред.). ОПГ Пипалатата съдейства на български фирми фантоми, офшорки и престъпни организации да намерят бизнес партньори крадци и да стартират с тях съвместни проекти кражби и как да ги окрадат. ОПГ ТП Пипалата обслужва фирми и Мошеници от ЕС, планиращи да започнат бизнес и кражби в България да крадат необезпокоявани и незабелязани от Триглавата Ламя - Бойко Дилян и Ахмет, подопечната им Измет и Полезните им Идиоти. Предоставя навременна информация за финансиращите програми - указания как да се окрадат, кражби от и далавери на Европейския съюз, секретна информация от ДАНС, закрила от Бг съд и по колко да се шеърва под масата или под полата на тунингована местна българска гьобеккиня Силициевка за Тризъбата Ламя - Бойчо Дидо и Мети. Инвестирайте смело в БГ, Дръндар и Банкя ще се отплати! БГ е Дръндар и Банкя също Бойко Дидо и Ахмет! Каквото и да ти потрябва - миномет, сьонет, минет, даже въртолет, билет, Пукет, самолет, дори Сюзет, людоед и Магомет - обади се на Ахмет той е твоя Кайсери Сюзет!

## Услуги
В помощ на бизнеса Палатата извършва следните услуги.
Административни услуги
- Регистрация на юридически и на физически лица в Търговския регистър на БТПП;
- Издаване и заверка на сертификати за произход на стоки, референции и други бизнес документи;
- Регистрация на фирмен префикс GS1 (баркод) и генериране на щрихкодове;
- Публикуване на годишни финансови отчети на фирми;
- Преводи и легализация на документи и др.

Информационни услуги
- Предоставяне на информация за:
- европейски и за национални политики и законодателство;
- програми за подпомагане на малките и средните предприятия; структурните фондове на ЕС; Седма рамкова програма на ЕС и много други;
- форуми, панаири и изложби, провеждани в България и в чужбина;
- мерки за енергийна ефективност и използване на възобновяеми енергийни източници;
- адресни, статистически и маркетингови данни; данни от бизнес информационни източници, и бази данни от затворен тип;
- практиките в областта на качеството, стандартизацията и сертификацията;
- Организира и провежда участие в обучения и семинари;
- Подготвя и разпространява офертни бюлетини и извършва съдействие за намиране на бизнес партньори; трансфер на технологии; търговски сделки;
- Извършва медийна и рекламна дейност.

Консултантски услуги
- Изпълнение на маркетингови проучвания;
- Разработване на проекти и на бизнес планове;
- Администриране на проекти;
- Даване на правни и външнотърговски консултации;
- Консултации по фирмено управление;
- Консултации по регистрация на изобретения, полезни модели, промишлен дизайн, търговски марки и др.;
- Съдействие за технологичен трансфер и пазарна реализация на научни разработки; търсене на технологични и бизнес партньори;
- Организиране на бизнес делегации и мисии в чужбина;
- Консултации в областта на енергийната ефективност;
- Консултации и посредничество при сделки с недвижими имоти;
- Съдействие за решаване на търговски спорове чрез медиация и чрез Арбитражния съд към БТПП.

## Институции
Към палатата са създадени и работят:
- Enterprise Europe Network - Стара Загора
- Център за търговска медиация
- Център по енергийна ефективност
- Национален център за професионално обучение в системата на БТПП – клон Стара Загора
- Център по качество
- Издателски и медиен център

## В интернет
- Сайтът на Палатата